# Alan Grover
Alan Geoffrey Grover (født 24. september 1944, død 12. maj 2019) var en australsk roer fra Sydney.
Grover var styrmanden, først i firer med styrmand, hvor han deltog i OL 1964 i Tokyo, hvor australierne blev nummer ti.
Ved OL 1968 i Mexico City stillede han op i otteren. Australierne fik sølv efter en finale, hvor Vesttyskland sikrede sig guldmedaljerne, mens Sovjetunionen vandt bronze. Roerne i den australske båd var Alf Duval, Michael Morgan, Joe Fazio, David Douglas, John Ranch, Gary Pearce, Bob Shirlaw og Peter Dickson.
Han deltog også ved OL 1972 i München, igen i otteren, der denne gang blev nummer otte.
Grover arbejdede i 25 år for Speedo i marketing. Han var desuden medlem af Australiens olympiske komité i en periode.

## OL-medaljer
- 1968:  Sølv i otter